# Rafał Boguski
Rafał Boguski (Ostrołęka, Polonia, 9 de junio de 1984) es un exfutbolista polaco que jugaba de delantero. Su último equipo fue el Świt Krzeszowice, donde inició igualmente su carrera como entrenador. 

## Trayectoria
Nacido en Ostrołęka, Boguski comenzó su carrera en el ŁKS Łomża de la III Liga, donde fue máximo goleador con 19 tantos, antes de fichar por el Wisła Cracovia, campeón de la Ekstraklasa, en 2005. En la temporada 2006-07 fue cedido al GKS Bełchatów, donde contribuyó con 20 partidos y cuatro goles al eventual subcampeón de la primera división polaca. En la temporada siguiente regresó al Wisła y ganó su primer título liguero con el club. Con 335 partidos y 57 goles anotados, el delantero mazoviano es uno de los jugadores con mayor número de presencias en la máxima categoría del sistema de ligas del fútbol polaco. Tras quince años en las filas de la Biała Gwiazda, en 2021 se anunció que no renovaría con el Wisła y fichó por el cercano Puszcza Niepołomice, también del voivodato de Pequeña Polonia. Dos años más tarde, en 2023, abandonó el equipo. Sus últimos años como profesional fueron en los equipos semiprofesionales de quinta división Kalwarianka Kalwaria y Świt Krzeszowice, en este último ejerciendo como jugador-entrenador.

## Selección nacional
A nivel internacional, Boguski debutó con la selección de fútbol de Polonia en un amistoso contra Bosnia y Herzegovina el 15 de diciembre de 2007. Marcó su primer gol como internacional el 14 de diciembre de 2008 contra Serbia. El 1 de abril de 2009, Boguski marcó contra San Marino el gol más rápido de la historia de Polonia, a los 23 segundos de iniciar el partido.

### Goles como internacional
| #  | Fecha                   | Lugar             | Oponente   | Gol | Resultado | Competición                                                  |
| -- | ----------------------- | ----------------- | ---------- | --- | --------- | ------------------------------------------------------------ |
| 1. | 14 de diciembre de 2008 | Anatolia, Turquía | Serbia     | 1–0 | 1–0       | Partido amistoso                                             |
| 2. | 1 de abril de 2009      | Kielce, Polonia   | San Marino | 1–0 | 10–0      | Clasificación de UEFA para la Copa Mundial de Fútbol de 2010 |
| 3. | 1 de abril de 2009      | Kielce, Polonia   | San Marino | 3–0 | 10–0      | Clasificación de UEFA para la Copa Mundial de Fútbol de 2010 |

## Palmarés
Wisła Cracovia
- Ekstraklasa (3): 2007–08, 2008–09, 2010–11